# Parsac
Parsac foi uma comuna francesa na região administrativa da Nova Aquitânia, no departamento de Creuse. Estendia-se por uma área de 38,99 km². Em 2010 a comuna tinha 718 habitantes (densidade: 18,4 hab./km²).
Em 1 de janeiro de 2016, passou a formar parte da nova comuna de Parsac-Rimondeix.